# Popovac (okręg niszawski)
Popovac (cyr. Поповац) – wieś w Serbii, w okręgu niszawskim, w mieście Nisz. W 2011 roku liczyła 2847 mieszkańców.